# Південноафриканська геральдика

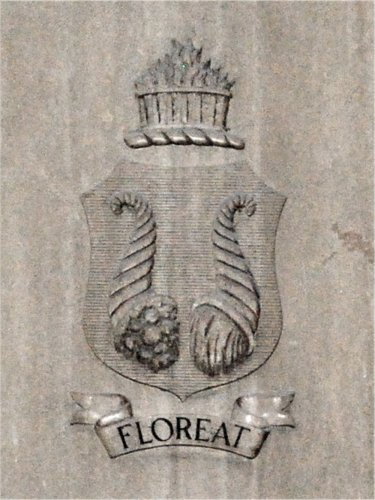
Блумфонтейн (1882)

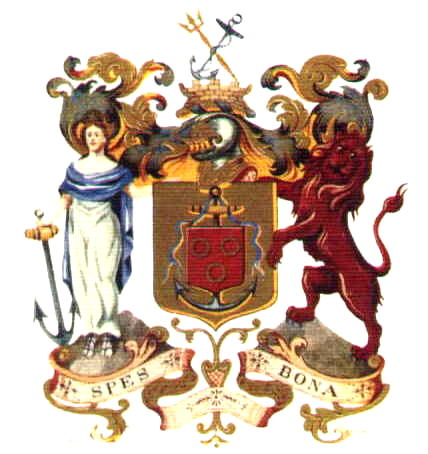
Кейптаун (1899)

Південна Африка (1910)

Південноафриканська геральдика бере свій початок з 1650-х років, успадковуючи європейські (особливо голландські та британські) геральдичні традиції. В ПАР герби використовують особи, офіційні органи, органи місцевого самоврядування, військові частини та найрізноманітніші організації. Південна Африка має власну геральдичну владу з 1963 року, щоб забезпечити правоохоронців військовослужбовцями та сприяти високим стандартам гербової практики.

## Витоки та історія
Перша відома геральдична виставка в Південній Африці набула форми кам'яних маяків з португальським королівським гербом, які були встановлені вздовж узбережжя мореплавцями, які досліджували морський шлях у 1480-х роках. Деякі з цих маяків все ще існують.

### XVII-XVIII століття
Геральдику внесли в регіон голландці, коли вони заснували першу європейську колонію на мисі Доброї Надії в 1652 році . Згідно з римсько-голландським законодавством кожен мав право брати собі і використовувати герб, і багато поселенців мали особисті герби, деякі з яких досі вживають їхні нащадки.
Також використовувалися офіційні герби Нідерландів та Голландської Ост-Індійської компанії, яка керувала колонією. Здається, не було жодного іншого корпоративного герба протягом голландського колоніального періоду, але є свідчення певного використання гербів військових частин у 1780-х роках. Громадянська геральдика була введена в 1804 році.

### ХІХ століття
Британські військові сили окупували колонію під час наполеонівських воєн, а Нідерланди назавжди передали її Великій Британії в 1814 році. Це перевело колонію під юрисдикцію англійського Геральдичного коледжу, шотландського лорда Ліона та ірландського Ольстерського офісу. Британське законодавство розглядає герб як честь, яка повинна бути надана або визнана одним чи іншим з цих органів, але оскільки в колонії було збережено римсько-голландське право, залишалося законним просто брати герб за бажанням. Ті, хто хотів офіційно отримати герб, могли звернутися до одного з трьох британських органів геральдики.
Як і з мовою, музикою та іншими культурними аспектами, британська та капська голландська (африканерська) геральдика існували окремо пліч-о-пліч. Це все ще так, хоча протягом останніх півстоліття відбулося деяке поєднання.
У корінних народів регіону спадкові означники були загалом усними, а не образними. Традиції поезії хвали, такі як Ісідуко та Ісібонго, надали таким народам, як зулуси та коса, символічний капітал приблизно так само, як геральдика британців та капських голландців.
Європейські поселення поширилися на інші частини регіону в 1830-х роках внаслідок невдоволення африканерів британським правлінням. Згодом регіон викристалізувався на чотири території під владою Білих: дві британські колонії та дві африканерські республіки. Їхні уряди вживали офіційні герби.

### ХХ-ХХІ століття
Велика Британія підкорила дві африканерські республіки в англо-бурській війні (1899–1902), а чотири території об’єдналися в 1910 році, щоб утворити Південно-Африканський Союз.
У міру розвитку самоврядування в першій половині ХХ століття офіційна увага стала приділятися геральдиці.
У 1935 році союзний уряд запровадив систему добровільної реєстрації «знаків» Міністерством внутрішніх справ. Це стосувалося лише асоціацій та установ, таких як школи та клуби, а кілька десятків із понад 1300 зареєстрованих за ці роки одиниць були гербами. Департамент освіти, мистецтв і наук став реєстратором у 1959 році.
Піднесення націоналізму африканерів у 1930-х і 1940-х роках значною мірою спиралося на культуру та традиції, і в цей період було опубліковано кілька книг і статей з історії та геральдики африканерів. Як показали пізніші дослідження, геральдичні джерела загалом не були дуже надійними.
Після того, як націоналістичний уряд африканерів вступив на посаду в 1948 році, з республікою на порядку денному, були зроблені кроки, щоб навести порядок у гербовому хаосі. У період з 1949 по 1953 роки чотири провінційні адміністрації запровадили систему реєстрації громадянських гербів, щоб захистити їх від узурпації. У 1954 році сили оборони створили власну геральдичну контору. У 1955 р. міжвідомча конференція рекомендувала створити офіційний геральдичний орган, а комітет, призначений у 1956 р., рекомендував прийняти шведську модель, номіновану раду та виконавче бюро під егідою державної архівної служби.
У 1950-х роках також відбулася безпрецедентна кількість гажання англійських та шотландських грантів на герби муніципалітетам, корпоративним структурам, англіканським єпархіям та кільком особам. З наближенням республіки, можливо, було відчуття, що це «зараз чи ніколи».
Південна Африка стала республікою і вийшла з Співдружності в 1961 році. У 1962 році був прийнятий Закон про геральдику, а в 1963 році було створено Бюро геральдики та геральдичну Раду. Бюро перейшло до Департаменту освіти, мистецтв і наук та провінційних адміністрацій як орган реєстрації, і на додаток до реєстрації корпоративної та громадянської геральдики, воно також реєструє офіційні та особисті герби. Щоб мати право на реєстрацію, герб має бути геральдично правильним. Реєстрація залишається добровільною. Зарахування, тобто перереєстрація особистих гербів для нащадків, було дозволено у 1969 році. За ці роки було зареєстровано та зараховано тисячі одиниць гербів.
З 1963 по 1969 рік Закон про геральдику також передбачав надання герба президентом держави офіційним органам, а провінційні адміністратори — місцевим органам влади. Гранти підлягали затвердженню Геральдичною радою та реєструвалися Бюро (Закон ніколи не дозволяв Бюро надавати герби, а лише реєструвати їх).
Починаючи з 1963 року, Бюро запровадило багато нововведень, включаючи лінії перегородок, геральдичні фігури південноафриканської фауни та флори, африканської спадщини, а на початку 1970-х років — дуже стилізований художній стиль із фінським впливом.

## Використання гербів
Римсько-голландське законодавство дозволяє кожному обирати та вживати герби, якщо в цьому процесі ніхто не порушує права інших. Соціальний статус або служба в країні не є вимогами армігера, як у деяких інших країнах. Тому існує широкий асортимент гербів, включаючи:
- окремих осіб;
- національних та провінційних урядів;
- місцевих органів влади, наприклад муніципалітетів, міських рад, районних рад, регіональних рад;
- урядових відомств та агенцій (хоча поточна політика «брендування» уряду вимагає від них використовувати натомість національний герб);[18]
- підрозділи сил оборони (армія, повітряні сили, флот, військова медична служба);[19]
- корпорації;
- лікарні;
- церкви (особливо англіканські та римо-католицькі);
- професійні інститути та асоціації;
- школи, коледжі, технікуми та університети;
- суспільно-спортивні клуби.

### Особисті герби
Що стосується особистих гербів, то існує повна гендерна рівність як у формі герба, так і в принципах успадкування та передачі.
Жінка може мати повний герб, тобто щит і прикраси, і не обмежується ромбом без герба, як це вживається в Англії (хоча жінка може дотримуватися англійської практики, якщо вона бажає). Пані Сельма Пеймер була першою жінкою, яка зареєструвала повний герб в Бюро геральдики (у 1965 році).
Жінка має право успадкувати батьківський герб, навіть якщо у неї є брати. Це контрастує з англійськими правилами, де жінка успадковує батьківський герб лише в тому випадку, якщо її батько помер, не залишивши жодних синів чи нащадків синів, що мають право на герб. Є кілька зареєстрованих випадків, коли зареєстровані герби армігера перереєстрували як сини, так і дочки. Найпершим прикладом була сім’я Ван Горн у 1979 році: три сини та дочка перереєстрували герб Алже ван Горна.
Сім'я Прітчардів наводить приклад, коли їхні діти (син і дві дочки) перереєстрували герб чоловіка та дружини як розбиті герби.
У 1996 році, під час свого президентства в країні, доктор Нельсон Мандела був визнаний королевою Данії членом данського ордена слона. Оскільки на момент вступу в посаду він не мав герба, він отримав герб, розроблений данським придворним герольдом, який мав кольори південноафриканського прапора. Незважаючи на те, що д-р Мандела мав намір використовувати цей герб для подальшого використання всюди, де потрібно на міжнародному рівні, він ніколи не реєстрував його у Південній Африці.

## Регулювання
У Південній Африці геральдика не регламентується. Герб, який був зареєстрований в Бюро, захищена в тій мірі, в якій зареєстрований власник може вчинити судовий позов проти будь-кого, хто узурпує або зловживає його гербом. Що стосується зброї національних і провінційних урядів, підрозділів сил оборони та муніципалітетів, правопорушники також можуть бути притягнуті до відповідальності та оштрафовані, а висміювання чи демонстрація зневаги до національного герба караються позбавленням волі.
Реєстрація герба є цілком добровільною.

## Відмінні риси
Південноафриканська геральдика має ряд відмінних рис:
- використання корінних тварин, птахів, риб, дерев і квітів як геральдичниї фігур;
- використання африканської традиційної зброї, хатини та головного убору як геральдичниї фігур;
- використання елементів, описаних раніше в африканській поезії-хвали в якості основи та/або щитотримачів
- дедалі більше використання щитів Нгуні, особливо в громадянській геральдиці;
- випадкове використання таких кольорів, як коричневий, брунатний та помаранчевий, які є нечастими в європейській геральдиці;
- національний герб, прийнятий у 2000 році, містить червону охру, тоді як (жовта) охра з'являється на гербі Транскейського університету;[24][25]
- час від часу використання візерунка з волової шкіри для поля щита;
- єдиний візерунок для гербів сімейних асоціацій;
- викрійки уніформи для гербів різних видів військових частин;
- використання трилисників і трилисних ліній на гербах навчальних закладів для представлення трьох учасників навчального процесу, тобто учнів, батьків та вчителів;
- характерний стиль художнього твору Бюро геральдики, представлений на початку 1970-х і змінений у 1990-х;
- адаптація традиційних ліній перегородок для створення спецефектів;
- розробка нових ліній перегородки, наприклад, лінія «фронтон», заснована на фронтонах фермерського будинку Cape Dutch, і лінія, що передбачає контур Столової гори;
- розвиток геральдичного словника африкаанс.

## Зовнішні посилання
- Веб-сайт Національного архіву Південної Африки